# Benzilate de 3-quinuclidinyle
Pour les articles homonymes, voir BZ.
Surnommé Ladder (échelle) aux États-Unis, le gaz BZ ou benzilate de 3-quinuclidinyle est un agent incapacitant anticholinergique bloquant l'action de l'acétylcholine dans le système nerveux. C'est une substance toxicologique non létale étudiée dans le cadre d'un programme de recherche par les forces armées des États-Unis. Les stocks américains ont été détruits en 1988[réf. nécessaire].
Il trouble les fonctions d'intégration supérieures de la mémoire, de la pensée logique, de l'attention et de la compréhension ; à fortes doses, on constate un délire qui empêche de mener à bien toute tâche militaire.
Les symptômes du gaz BZ incluent un assèchement de la peau, une accélération du rythme cardiaque, un ralentissement de l'activité mentale et physique, maux de tête, nausées, perte du sens de l'orientation et hallucinations.
Le gaz BZ se présente sous la forme d'une poudre blanche à température ambiante ; sa décomposition intervient à partir de 170 degrés Celsius.

## Utilisations suspectées
En 1998, des rumeurs[réf. nécessaire] ont couru sur l'utilisation de cette substance provoquant des hallucinations et un comportement irrationnels par l'armée yougoslave durant la guerre de Bosnie en 1995.
En décembre 2012, d'autres rumeurs ont circulé,
quant à l'utilisation de cet agent incapacitant lors de l'assaut la veille de Noël à Homs par l'armée syrienne.